# Marabú
Els marabús (Leptoptilos) són ocells molt grossos, amb potes i becs llargs. Formen un gènere de la família dels cicònids i habiten les zones tropicals del Vell Món.

## Morfologia
- Són cigonyes de grans dimensions que fan 100-150 cm de llargària amb una envergadura de 210-250 cm.
- Totes les espècies tenen les ales i el dors negre, i les parts inferiors i la cua blancs.
- El cap i el coll estan nus com als voltors.
- El bec és molt llarg i gruixut.
- Els joves són una versió bruna de llurs pares.

## Hàbits
Són ocells gregaris, que nien en colònies a les zones humides, on construeixen grans nius als arbres. Mengen granotes, insectes, aus joves, llangardaixos i rosegadors. Sovint manifesten comportament carronyaires i es pot considerar el coll i cap nu, com una adaptació a aquest règim, tal com passa amb els voltors. Una característica dels marabús és el vol amb el coll recollit, a la manera dels ardeids.

## Taxonomia
Se n'han descrit tres espècies dins aquest gènere:
- Marabú collgroc (Leptoptilos javanicus).
- Marabú caragroc (Leptoptilos dubius).
- Marabú africà (Leptoptilos crumeniferus).